# Eusebio Sacristán
Eusebio Sacristán Mena (La Seca, Valladolid, 13 de abril de 1964), deportivamente conocido como Eusebio, es un exfutbolista y entrenador español. Desarrolló su etapa como futbolista entre los años 1980 y los años 1990, sumando 543 presencias en Primera División. Comenzó su carrera como entrenador en 2009 en el Celta de Vigo. También ha dirigido al F. C. Barcelona B, a la Real Sociedad y al Girona FC. En 2003 creó la Fundación Eusebio Sacristán para favorecer la práctica deportiva entre las personas en riesgo de exclusión social.

## Trayectoria

### Jugador

#### Inicios blanquivioletas
Llegó al Real Valladolid siendo frutero de profesión y rápidamente destacó en las categorías inferiores gracias a su exquisita técnica, que le permitía sobreponerse a un físico inferior. Luego de años de entrenamiento debutó en Primera División en la temporada 1983/1984 (aunque en el año anterior ya había disputado un par de partidos de Copa). Su llegada al primer equipo coincidió precisamente con la consecución por parte de los pucelanos, del único título que ha cosechado en su historia: la Copa de la Liga. Rápidamente se hizo imprescindible en el club y se ganó el cariño de la afición con actuaciones impecables en el centro del campo. Su meteórica proyección llegó a su máxima expresión en la temporada 1986/1987, en la que disputó 41 partidos de Liga y convirtió 7 goles.

#### Dream Team
En 1987 el Atlético de Madrid reclamó sus servicios, aunque Eusebio solo formó parte del club colchonero una temporada. Luego el catedrático de La Seca fue requerido para jugar con el F. C. Barcelona, que iba a marcar una época. Con el club azulgrana, Eusebio cosechó 4 Ligas, 1 Copa del Rey, 3 Supercopas de España, 1 Recopa, 1 Supercopa de Europa y, sobre todo el título más destacado, la Copa de Europa de Wembley ante la Sampdoria en 1992. Aquel equipo dirigidos por Johan Cruyff, fue llamado el Dream Team, quienes maravillaron con su fútbol a todo el mundo. Cuya batuta la llevaba aquel joven que con los años se convirtió en el jugador de fútbol vallisoletano más laureado.

#### Vuelta a casa
En la temporada 1995/96, Sacristán fichó por el Celta de Vigo. El centrocampista permaneció en el club celeste durante dos temporadas, las que tuvieron que pasar para que el hijo pródigo regresara al nuevo José Zorrilla. En las cinco temporadas en las que vistió los colores blanquivioletas volvió a encandilar a la afición. Aún se recuerdan sus lágrimas el día que anunció que dejaba su deporte, y por supuesto, aún se recuerda la atronadora ovación que le brindó la afición de Zorrilla cuando se vistió de corto por última vez.

#### Marcas personales
Jugó 19 temporadas consecutivas en diferentes equipos de la Liga española de fútbol, siendo siempre titular en todos los equipos. Con 543 partidos, es el quinto jugador que más partidos oficiales ha disputado en la historia de la Liga, tan solo por detrás de Andoni Zubizarreta, Joaquín, Raúl García y Raúl González Blanco.
Eusebio fue 15 veces internacional con la Selección española de fútbol, entre 1986 y 1992, y participó en dos ocasiones con la selección de fútbol de Castilla y León en 1998 y 2002.
Debido a su larga y exitosa carrera profesional, el Ayuntamiento de Valladolid le otorgó en 2002 el título de Vecino de Honor de la Ciudad de Valladolid, títulos que hasta aquel momento únicamente ostentaban Miguel de Cervantes y Teresa de Jesús.

### Entrenador

#### Inicios
Tras su retirada como jugador en activo, obtuvo el carné de entrenador y, desde 2003 hasta 2008, formó parte del cuadro técnico del primer equipo del F. C. Barcelona, siendo uno de los colaboradores más cercanos del entrenador Frank Rijkaard.

#### Celta de Vigo
El 2 de marzo de 2009, se convirtió en entrenador del Real Club Celta de Vigo en sustitución de Pepe Murcia, junto con Carlos Hugo García Bayón, siendo esta su primera aventura como entrenador. En la temporada 2008/09, el equipo gallego consiguió la permanencia a falta de dos jornadas para la conclusión del campeonato, gracias al debut del canterano Iago Aspas, quien marcó los dos goles que mantenían a su equipo en Segunda División.
En la temporada siguiente, Eusebio asciende a la primera plantilla a canteranos como Hugo Mallo, Joselu, Yoel, Túñez o el propio Iago Aspas. Además, otros canteranos como Roberto Lago o Jonathan Vila entran en su mejor estado de forma con el técnico vallisoletano. Se consiguió una vez más la permanencia a falta de dos jornadas, pero sus discrepancias con el consejo administrativo del club celeste, y la ambición de la directiva por el ascenso para la temporada siguiente, hicieron que finalmente no renovara su contrato con el club.
El 20 de junio de 2010 abandonó finalmente la disciplina celeste en favor de Paco Herrera, que pasó a ocupar su vacante de técnico en el club.

#### Barcelona B
El 17 de junio de 2011, se confirmó que Eusebio sería el nuevo entrenador del F. C. Barcelona B durante la temporada 2011-12, otra vez junto con Carlos Hugo García Bayón. Dejó al filial culé en un cómodo 8.º puesto y renovó su contrato un año.
La campaña 2012-13 fue un poco más complicada, con bastantes altibajos, pero el equipo consiguió nuevamente una tranquila permanencia al concluir el campeonato en 9.º lugar y Eusebio siguió un año más en el banquillo del filial.
El 30 de noviembre de 2013, dirigió su partido número 100 al Barcelona B, venciendo 1-2 al Córdoba. Al final de la temporada, consiguió igualar el mejor resultado histórico del filial azulgrana, al situarlo en 3.ª posición.
Finalmente, Eusebio fue destituido el 9 de febrero de 2015, como consecuencia de una mala racha de resultados (el filial solo sumó 9 puntos de los últimos 30 posibles), incluyendo dos contundentes derrotas (7-0 y 4-0). Dejó el banquillo del Mini Estadi con el equipo azulgrana como 17.º clasificado con 26 puntos tras 24 jornadas de Liga.

#### Real Sociedad

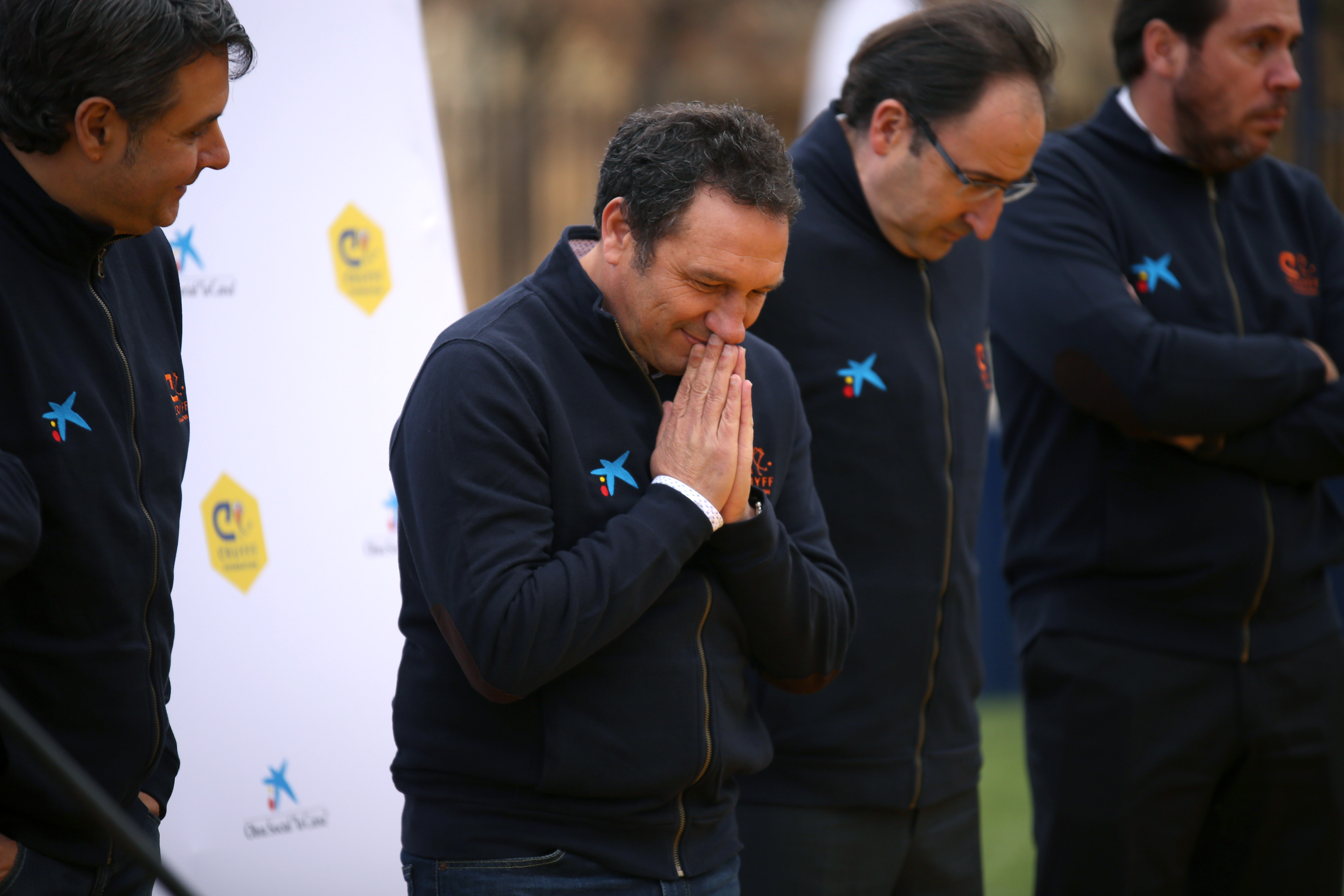
Eusebio Sacristán en la inauguración de un Cruyff Court en Palencia en 2016

El 9 de noviembre de 2015, Eusebio se convirtió en entrenador de la Real Sociedad de Fútbol en sustitución de David Moyes, en la que era su primera aventura como entrenador en Primera División.
En su primer partido como técnico realista, consiguió una victoria por 2-0 en Anoeta ante el Sevilla FC, dejando el equipo una buena imagen. Una semana después, cayó ante su FC Barcelona (4-0) y también resultó eliminado de la Copa del Rey en dieciseisavos ante la Las Palmas. Dejó al equipo en 14.º lugar al término de la primera vuelta. Después de una dolorosa derrota el 22 de enero de 2016 ante el Real Sporting de Gijón en El Molinón (5-1), llegaron cuatro victorias consecutivas ante Real Betis, RCD Espanyol, Granada CF y Athletic Club que devolvieron las esperanzas europeas a la Real. Debido a esto, Eusebio fue elegido mejor entrenador del mes de febrero por la Liga BBVA. Finalmente, consiguió el objetivo de la salvación al quedar en una cómoda 9.ª posición, aunque tampoco pudieron entrar en Europa, debido a una malísima racha en marzo.
En su segunda temporada como entrenador donostiarra, Eusebio llevó a la Real Sociedad a luchar por las posiciones europeas durante la primera parte de la Liga, lo que le valió el reconocimiento de los medios, no solo por los buenos resultados, sino también por su juego. El 20 de febrero de 2017, renovó su contrato con el club hasta 2019. Finalmente, el conjunto vasco terminó la Liga como 6.º clasificado, accediendo a la Liga Europa.
En la temporada 2017-18, la Real Sociedad comenzó la Liga ocupando las primeras posiciones, pero una mala racha de resultados hizo que acabara la primera vuelta como 15.º clasificado. En la Copa del Rey, el equipo donostiarra cayó en dieciseisavos de final ante el modesto Lleida Esportiu; mientras que en la Liga Europa, fue eliminado en la misma ronda por el Red Bull Salzburgo. El 18 de marzo de 2018, fue despedido como consecuencia de los resultados adversos que estaba cosechando el elenco guipuzcoano.

#### Girona FC
El 7 de junio de 2018, el Girona FC anunció que Eusebio sería su nuevo técnico las dos próximas temporadas. Bajo su dirección, el equipo catalán llegó a cuartos de final de la Copa del Rey por primera vez en su historia, cayendo ante el Real Madrid tras eliminar al Atlético de Madrid en octavos por la regla del gol de visitante. Sin embargo, no logró el objetivo primordial de mantener al conjunto gerundense en Primera División, por lo que presentó la dimisión al término de la temporada, habiéndose consumado el descenso a la categoría de plata.

## Vida personal
El 30 de diciembre de 2020 sufrió un traumatismo craneoencefálico a causa de una caída, por lo que estuvo en coma inducido y bajo cuidados intensivos en el Hospital Clínico Universitario de Valladolid, hasta que el 21 de enero inició una rehabilitación en una clínica de Barcelona especializada en pacientes con daño cerebral.

## Clubes

### Como jugador
| Club                      | País                | Año                 | Partidos | Goles |
| ------------------------- | ------------------- | ------------------- | -------- | ----- |
| Real Valladolid Deportivo | España              | 1983-1987           | 135      | 14    |
| Atlético de Madrid        | España              | 1987-1988           | 27       | 3     |
| F. C. Barcelona           | España              | 1988-1995           | 267      | 16    |
| R. C. Celta de Vigo       | España              | 1995-1997           | 77       | 1     |
| Real Valladolid C. F.     | España              | 1997-2002           | 142      | 7     |
| Total en su carrera       | Total en su carrera | Total en su carrera | 648      | 41    |

### Como entrenador
| Club                                | País   | Año       | PJ  | PG  | PE  | PP  | % v.  |
| ----------------------------------- | ------ | --------- | --- | --- | --- | --- | ----- |
| F. C. Barcelona (Tercer entrenador) | España | 2003-2008 | 273 | 160 | 63  | 50  | 58.61 |
| R. C. Celta de Vigo                 | España | 2009-2010 | 66  | 20  | 24  | 22  | 30.3  |
| F. C. Barcelona "B"                 | España | 2011-2015 | 150 | 58  | 34  | 58  | 38.67 |
| Real Sociedad                       | España | 2015-2018 | 112 | 46  | 23  | 43  | 41.07 |
| Girona F. C.                        | España | 2018-2019 | 44  | 10  | 13  | 21  | 22.73 |
| Total                               | Total  | Total     | 645 | 294 | 157 | 194 | 45.58 |

## Palmarés

### Como jugador

#### Trofeos nacionales
| Título                     | Club                      | Lugar  | Año       |
| -------------------------- | ------------------------- | ------ | --------- |
| Copa de la Liga            | Real Valladolid Deportivo | España | 1984      |
| Copa del Rey               | F. C. Barcelona           | España | 1989-90   |
| Primera División de España | F. C. Barcelona           | España | 1990-91   |
| Supercopa de España        | F. C. Barcelona           | España | 1991      |
| Primera División de España | F. C. Barcelona           | España | 1991-92   |
| Supercopa de España        | F. C. Barcelona           | España | 1992      |
| Primera División de España | F. C. Barcelona           | España | 1992-93   |
| Primera División de España | F. C. Barcelona           | España | 1993-1994 |
| Supercopa de España        | F. C. Barcelona           | España | 1994      |

#### Trofeos internacionales
| Título              | Club               | Sede             | Año     |
| ------------------- | ------------------ | ---------------- | ------- |
| Eurocopa Sub-21     | Selección española | Roma Valladolid  | 1986    |
| Recopa de Europa    | F. C. Barcelona    | Berna            | 1988-89 |
| Copa de Europa      | F. C. Barcelona    | Londres          | 1991-92 |
| Supercopa de Europa | F. C. Barcelona    | Bremen Barcelona | 1992    |